# Феодосий Ростоцкий
Феодосий (в миру Тадеуш Теодор Болбас-Ростоцкий герба Юньчик, пол. Tadeusz Teodozy Bołbas-Rostocki herbu Juńczyk; 1724—1805, Санкт-Петербург) — предстоятель Русской униатской церкви с титулом «митрополит Киевский, Галицкий и всея Руси». Василианин.
Родился около Слонима (территория современной Белоруссии) в семье слонимского городского судьи Казимира Болбас-Ростоцкого от жены во втором браке Анны Есьман. В 1739 году в очень молодом возрасте (14 лет) стал монахом-василианом. После новициата и окончания среднего философского образования в ноябре 1750 был послан на высшие богословские студии в Рим. Богословское образование получил в Греческом коллегиуме св. Афанасия в Риме. Рукоположен там в священники в 1754 году. В том же году вернулся на родину, стал профессором философии и богословия в учебных заведениях при василианских монастырях. Был также директором школы во Владимире-Волынском. После нескольких лет профессорской работы был избран сначала секретарём Литовской провинции василианского чина, затем — Генеральным секретарём (то есть провинциалом) василианского ордена в 1759 году. На капитуле в Бресте в 1772 году был избран протоигуменом Литовской провинции Ордена. Как способного администратора в 1780 году на капитуле его переизбрали протоигуменом ещё на четыре года. Как провинциал Литовской провинции Ордена 6 марта 1781 раз осуществил каноническую визитацию Бучацкого монастыря.
2 июля 1784 года избран епископом Холмским. Митрополит Ясон Смогожевский выбрал его помощником, то есть епископом-коадъютором, и своим преемником. Его хиротония на коадъютора Киевской митрополии состоялась 11 апреля 1785 года, а 19 июня 1785 года он занял епископскую кафедру в Холме. 1 ноября 1788 года, после смерти митрополита Ясона Смогожевского, стал митрополитом Киевским, Галицким и всей Руси. 4 апреля 1790 года оставил кафедру епископа Холмского.
Униатский митрополит Феодосий Ростоцкий — первый из униатских владык, кто получил достоинство сенатора и место (с 1790 года) в сенате Речи Посполитой, чего объединённая Церковь безуспешно добивалась для своих иерархов в течение двух веков. В 1792 году поддержал Тарговицкую конфедерацию. После третьего раздела Речи Посполитой (1795), ради ограничения и контроля деятельности униатской церкви, российская императрица Екатерина II задержала митрополита Ростоцкого в Петербурге, откуда он, отделенный от своей митрополии, был связан с паствой только дипломатическим путём.
Умер в Санкт-Петербурге 25 января 1805 года.
Фактически стал последним полноправным и полнотитульним греко-католическим Киевским митрополитом, так как поставленных российским царским правительством на такое достоинство следующих митрополитов паства и Апостольская столица считала только администраторами древней Киевской канонической митрополии. Был сторонником польской конституции 3 мая. В 1790 году отмечен Орденом святого Станислава, в 1791 году получил Орден Белого Орла.